# Systenus apicalis
Systenus apicalis är en tvåvingeart som beskrevs av Wirth 1952. Systenus apicalis ingår i släktet Systenus och familjen styltflugor. Inga underarter finns listade i Catalogue of Life.